# Erik Flyvholm
Erik Flyvholm (født 16. december 1962) er en dansk politiker, der siden 2007 har været borgmester i Lemvig Kommune, valgt for Venstre.
Flyvholm er uddannet civiløkonom og har arbejdet hos Bang & Olufsen.
Han blev valgt til kommunalbestyrelsen i Thyborøn-Harboøre Kommune i 1998 for en lokalliste og blev borgmester i 2002. Han sad indtil 2007, hvor han blev borgmester i den nye store Lemvig Kommune, der blev dannet som følge af strukturreformen. Han meddelte 27. august 2024, at han ikke genopstiller ved kommunalvalget 2025. På dette tidspunkt var han sammen med partifællen Mogens Gade fra Jammerbugt den af landets nuværende borgmestre, der har siddet længst på posten.
Flyvholm har været medlem af bestyrelsen i KL (Kommunernes Landsforening) siden 2018.
Privat bor han i Harboøre.